# Зименове
Зи́менове — пасажирський залізничний зупинний пункт Одеської дирекції Одеської залізниці на лінії Мигаєве — Ротове.
Розташований поблизу села Брашеванівка, Роздільнянський район, Одеської області між станціями Мигаєве (13 км) та Новознам’янка (16 км).
Станом на початок 2018 р. не здійснюється пасажирське сполучення.